# Vesela Fedorivka, Tomakivka
Vesela Fedorivka (în ucraineană Весела Федорівка) este localitatea de reședință a comunei Vesela Fedorivka din raionul Tomakivka, regiunea Dnipropetrovsk, Ucraina.

## Demografie
Componența lingvistică a localității Vesela Fedorivka
     Ucraineană (96,67%)
     Rusă (3,33%)
Conform recensământului din 2001, majoritatea populației localității Vesela Fedorivka era vorbitoare de ucraineană (96,67%), existând în minoritate și vorbitori de rusă (3,33%).